# ماتيا سميركر
ماتيا سميركر (8 أبريل 1989 في كرواتيا - ) هو لاعب كرة قدم كرواتي في مركز الهجوم. شارك مع منتخب كرواتيا تحت 17 سنة لكرة القدم ومنتخب كرواتيا تحت 18 سنة لكرة القدم ومنتخب كرواتيا تحت 19 سنة لكرة القدم ومنتخب كرواتيا تحت 20 سنة لكرة القدم ومنتخب كرواتيا تحت 21 سنة لكرة القدم. أما مع النوادي، فقد لعب مع سي إس باندوري تارغو جيو ونادي بيركيركارا ونادي رويال شارلروا ونادي سيدان ونادي فاراجدين ونادي ماريبور وNK Zavrč ‏.

## روابط خارجية
- ماتيا سميركر على موقع قاعدة بيانات كرة القدم.إي يو (الإنجليزية)
- ماتيا سميركر على موقع Soccerway.com (الإنجليزية)